# Dónde Están los Ladrones?
Dónde Están los Ladrones? (tiếng Anh: Where Are the Thieves?) là album phòng thu thứ tư của ca sĩ kiêm sáng tác nhạc người Colombia Shakira, phát hành ngày 29 tháng 9 năm 1998 bởi Sony Music Colombia. Sau khi gây chú ý ở thị trường Mỹ Latinh với album đầu tay ra mắt bởi hãng đĩa chính thống Pies Descalzos (1995), Shakira gặp nhà sản xuất Emilio Estefan và ông nhận thấy tiềm năng lớn của nữ ca sĩ cho thị trường nhạc Latinh tại Hoa Kỳ và trở thành quản lý của cô. Dưới danh nghĩa đồng sản xuất đĩa nhạc, Shakira mời cộng tác viên quen thuộc của cô Luis Fernando Ochoa và hợp tác với một số nhà sản xuất khác như Pablo Flores, Javier Garza và Lester Mendez. Dónde Están los Ladrones? là một bản thu âm Latin pop kết hợp với những ảnh hưởng của rock en español và nhạc Trung Đông, trong đó tiêu đề album được dựa trên trải nghiệm bị cướp chiếc cặp đựng lời bài hát của Shakira, cũng như ẩn ý về sự tham nhũng chính trị và ngờ vực xã hội đang lan truyền trong xã hội Colombia lúc bấy giờ. 
Sau khi phát hành, Dónde Están los Ladrones? nhận được những đánh giá tích cực từ các nhà phê bình âm nhạc, trong đó họ đánh giá cao âm nhạc và nội dung ca từ, đồng thời so sánh Shakira với ca sĩ người Canada Alanis Morissette. Ngoài ra, album còn giúp cô nhận được đề cử giải Grammy đầu tiên trong sự nghiệp cho Album Latin Rock hoặc Alternative xuất sắc nhất tại lễ trao giải thường niên lần thứ 41. Đĩa nhạc cũng gặt hái những thành công lớn về mặt thương mại khi bán được hơn 300,000 bản vào ngày phát hành và hơn một triệu bản vào cuối tháng đầu tiên, cũng như được nhiều chứng nhận thu âm ở nhiều quốc gia nói tiếng Tây Ban Nha, bao gồm Argentina, Chile, Colombia, Mexico, Tây Ban Nha, Venezuela và Uruguay. Dónde Están los Ladrones? đạt vị trí thứ 131 trên bảng xếp hạng Billboard 200 tại Hoa Kỳ và trở thành một trong những album nhạc Latinh bán chạy nhất tại đây, cũng như đứng đầu bảng xếp hạng Top Latin Albums và Latin Pop Albums trong mười một tuần liên tiếp.
Sáu đĩa đơn đã được phát hành từ Dónde Están los Ladrones?. "Ciega, Sordomuda" được chọn làm đĩa đơn mở đường và đạt ngôi vị cao nhất trên cả hai bảng xếp hạng thành phần Hot Latin Songs và Latin Pop Songs của Billboard, đồng thời đứng đầu các bảng xếp hạng tại những quốc gia ở Trung Mỹ và Venezuela. Ba đĩa đơn tiếp theo "Tú", "Inevitable" và "No Creo" cũng lặp lại những thành tích tương tự, trong khi những đĩa đơn còn lại "Ojos Así" và "Moscas en la Casa" chỉ gặt hái những thành công ít ỏi tại thị trường Mỹ Latinh. Để quảng bá album, Shakira trình diễn trên nhiều chương trình truyền hình và lễ trao giải lớn, bao gồm màn trình diễn ra mắt của cô trên truyền hình Hoa Kỳ thông qua The Rosie O'Donnell Show và ghi hình chương trình đặc biệt MTV Unplugged vào năm 1999, cũng như thực hiện chuyến lưu diễn Tour Anfibio với 20 đêm diễn khắp Bắc Mỹ và Nam Mỹ. Tính đến nay, đĩa nhạc đã bán được hơn bốn triệu bản trên toàn cầu, và được xếp ở vị trí thứ 496 trong danh sách 500 album vĩ đại nhất của Rolling Stone.

## Danh sách bài hát
Tất cả lời bài hát được viết bởi Shakira Mebarak..
| Dónde Están los Ladrones? – Phiên bản tiêu chuẩn | Dónde Están los Ladrones? – Phiên bản tiêu chuẩn | Dónde Están los Ladrones? – Phiên bản tiêu chuẩn | Dónde Están los Ladrones? – Phiên bản tiêu chuẩn | Dónde Están los Ladrones? – Phiên bản tiêu chuẩn |
| STT                                              | Nhan đề                                          | Phổ nhạc                                         | Sản xuất                                         | Thời lượng                                       |
| ------------------------------------------------ | ------------------------------------------------ | ------------------------------------------------ | ------------------------------------------------ | ------------------------------------------------ |
| 1.                                               | "Ciega, Sordomuda"                               | Shakira Mebarak Estefano Salgado                 | Mebarak Lester Mendez                            | 4:28                                             |
| 2.                                               | "Si Te Vas"                                      | Mebarak Luis Fernando Ochoa                      | Mebarak Ochoa                                    | 3:30                                             |
| 3.                                               | "Moscas en la Casa"                              | Mebarak                                          | Mebarak Mendez                                   | 3:32                                             |
| 4.                                               | "No Creo"                                        | Mebarak Ochoa                                    | Mebarak Ochoa                                    | 3:53                                             |
| 5.                                               | "Inevitable"                                     | Mebarak Ochoa                                    | Mebarak Ochoa                                    | 3:13                                             |
| 6.                                               | "Octavo Día"                                     | Mebarak Mendez                                   | Mebarak Mendez                                   | 4:32                                             |
| 7.                                               | "Que Vuelvas"                                    | Mebarak                                          | Mebarak Mendez                                   | 3:51                                             |
| 8.                                               | "Tú"                                             | Mebarak Dillon O'Brian                           | Mebarak Mendez                                   | 3:35                                             |
| 9.                                               | "Dónde Están los Ladrones?"                      | Mebarak Ochoa                                    | Mebarak Ochoa                                    | 3:14                                             |
| 10.                                              | "Sombra de Ti"                                   | Mebarak Ochoa                                    | Mebarak Ochoa                                    | 3:35                                             |
| 11.                                              | "Ojos Así"                                       | Mebarak Pablo Flores Javier Garza                | Mebarak Flores Garza                             | 3:57                                             |

| Dónde Están los Ladrones? – Phiên bản tại Nhật Bản (bản nhạc bổ sung) | Dónde Están los Ladrones? – Phiên bản tại Nhật Bản (bản nhạc bổ sung) | Dónde Están los Ladrones? – Phiên bản tại Nhật Bản (bản nhạc bổ sung) | Dónde Están los Ladrones? – Phiên bản tại Nhật Bản (bản nhạc bổ sung) |
| STT                                                                   | Nhan đề                                                               | Phổ nhạc                                                              | Thời lượng                                                            |
| --------------------------------------------------------------------- | --------------------------------------------------------------------- | --------------------------------------------------------------------- | --------------------------------------------------------------------- |
| 12.                                                                   | "Ciega, Sordomuda" (12" full mix)                                     | Mebarak Salgado                                                       | 10:52                                                                 |
| 13.                                                                   | "Ciega, Sordomuda" (Radio edit)                                       | Mebarak Salgado                                                       | 4:37                                                                  |

| Dónde Están los Ladrones? – Phiên bản tái phát hành tại Đức (bản nhạc bổ sung) | Dónde Están los Ladrones? – Phiên bản tái phát hành tại Đức (bản nhạc bổ sung) | Dónde Están los Ladrones? – Phiên bản tái phát hành tại Đức (bản nhạc bổ sung) | Dónde Están los Ladrones? – Phiên bản tái phát hành tại Đức (bản nhạc bổ sung) |
| STT                                                                            | Nhan đề                                                                        | Phổ nhạc                                                                       | Thời lượng                                                                     |
| ------------------------------------------------------------------------------ | ------------------------------------------------------------------------------ | ------------------------------------------------------------------------------ | ------------------------------------------------------------------------------ |
| 12.                                                                            | "Estoy Aquí"                                                                   | Mebarak Ochoa                                                                  | 3:44                                                                           |
| 13.                                                                            | "Ojos Así" (bản đĩa đơn)                                                       | Mebarak Flores Garza                                                           | 3:56                                                                           |

| Dónde Están los Ladrones? – Phiên bản cassette tại Indonesia (bản nhạc bổ sung) | Dónde Están los Ladrones? – Phiên bản cassette tại Indonesia (bản nhạc bổ sung) | Dónde Están los Ladrones? – Phiên bản cassette tại Indonesia (bản nhạc bổ sung) | Dónde Están los Ladrones? – Phiên bản cassette tại Indonesia (bản nhạc bổ sung) |
| STT                                                                             | Nhan đề                                                                         | Phổ nhạc                                                                        | Thời lượng                                                                      |
| ------------------------------------------------------------------------------- | ------------------------------------------------------------------------------- | ------------------------------------------------------------------------------- | ------------------------------------------------------------------------------- |
| 12.                                                                             | "Estoy Aquí" (bản album)                                                        | Mebarak Ochoa                                                                   | 3:44                                                                            |
| 13.                                                                             | "Estoy Aquí" (Love + Tears Mix)                                                 | Mebarak Ochoa                                                                   | 5:07                                                                            |
| 14.                                                                             | "Estoy Aquí" (Club Mix)                                                         | Mebarak Ochoa                                                                   | 9:04                                                                            |

| Dónde Están los Ladrones? – Phiên bản LP tại Mexico (bản nhạc bổ sung) | Dónde Están los Ladrones? – Phiên bản LP tại Mexico (bản nhạc bổ sung) | Dónde Están los Ladrones? – Phiên bản LP tại Mexico (bản nhạc bổ sung) | Dónde Están los Ladrones? – Phiên bản LP tại Mexico (bản nhạc bổ sung) |
| STT                                                                    | Nhan đề                                                                | Phổ nhạc                                                               | Thời lượng                                                             |
| ---------------------------------------------------------------------- | ---------------------------------------------------------------------- | ---------------------------------------------------------------------- | ---------------------------------------------------------------------- |
| 12.                                                                    | "Si Te Vas" (Live & off the Record)                                    | Mebarak Ochoa                                                          | 4:36                                                                   |
| 13.                                                                    | "Ciega, Sordomuda" (Live & off the Record)                             | Mebarak Salgado                                                        | 4:58                                                                   |
| 14.                                                                    | "Ojos Así" (Thunder Mix Radio Edit)                                    | Mebarak Flores Garza                                                   | 3:52                                                                   |
| 15.                                                                    | "Ciega, Sordomuda" (12" full mix)                                      | Mebarak Salgado                                                        | 10:52                                                                  |
| 16.                                                                    | "Estoy Aquí" (Extended Club Mix)                                       | Mebarak Ochoa                                                          | 9:32                                                                   |

## Xếp hạng
| Bảng xếp hạng (1998–2002)            | Vị trí cao nhất |
| ------------------------------------ | --------------- |
| Album Argentina (CAPIF)              | 1               |
| Album Đức (Offizielle Top 100)       | 79              |
| Album Hà Lan (Album Top 100)         | 78              |
| Album Tây Ban Nha (AFYVE)            | 22              |
| Album Thụy Sĩ (Schweizer Hitparade)  | 73              |
| Album Hoa Kỳ Billboard 200           | 131             |
| Album Hoa Kỳ Top Catalog (Billboard) | 30              |
| Album Hoa Kỳ Heatseekers (Billboard) | 2               |
| Album Hoa Kỳ Top Latin (Billboard)   | 1               |
| Album Hoa Kỳ Latin Pop (Billboard)   | 1               |

| Bảng xếp hạng (1998)                | Vị trí |
| ----------------------------------- | ------ |
| Hoa Kỳ Top Latin Albums (Billboard) | 18     |
| Hoa Kỳ Latin Pop Albums (Billboard) | 8      |
| Bảng xếp hạng (1999)                | Vị trí |
| Hoa Kỳ Top Latin Albums (Billboard) | 5      |
| Hoa Kỳ Latin Pop Albums (Billboard) | 4      |

## Chứng nhận
| Quốc gia                                                                                              | Chứng nhận              | Số đơn vị/doanh số chứng nhận |
| --- | ----------------------- | ----------------------------- |
| Argentina (CAPIF)                                                                                     | 4× Bạch kim             | 365,000                       |
| Brasil (Pro-Música Brasil)                                                                            | —                       | 100,000                       |
| Chile (IFPI)                                                                                          | 4× Bạch kim             | 100,000                       |
| Colombia (ASINCOL)                                                                                    | 3× Bạch kim             | 45.000*                       |
| México (AMPROFON)                                                                                     | Kim cương+Bạch kim+Vàng | 1.350.000‡                    |
| Peru (UNIMPRO)                                                                                        | Vàng                    | 3.000*                        |
| Tây Ban Nha (PROMUSICAE)                                                                              | Bạch kim                | 100.000^                      |
| Thổ Nhĩ Kỳ (Mü-Yap)                                                                                   | 3× Bạch kim             | 30.000*                       |
| Hoa Kỳ (RIAA)                                                                                         | Bạch kim                | 920,000                       |
| Uruguay (CUD)                                                                                         | 2× Bạch kim             | 30,000                        |
| Venezuela (AVINPRO                                                                                    | 3× Bạch kim             | 159.351                       |
| Tổng hợp                                                                                              |                         |                               |
| Trung Mỹ (CFC)                                                                                        | 4× Bạch kim             |                               |
| Toàn cầu (IFPI)                                                                                       | —                       | 4,000,000                     |
| ^ Chứng nhận dựa theo doanh số nhập hàng. ‡ Chứng nhận dựa theo doanh số tiêu thụ và phát trực tuyến. |                         |                               |